# Bachia huallagana
Bachia huallagana (бахія Діксона) — вид ящірок родини гімнофтальмових (Gymnophthalmidae). Ендемік Перу.

## Поширення і екологія
Бахії Діксона мешкають у східних передгір'ях Перуанських Анд в регіонах Сан-Мартін і Уануко. Вони живуть у вологих тропічних лісах, серед лісової підстилки.